# Sự nghiệp của Dima Gorin
Sự nghiệp của Dima Gorin (tiếng Nga: Карьера Димы Горина) là một phim tâm lý do Frunze Dovlatyan và Lev Mirsky đạo diễn, xuất bản ngày 12 tháng 5 năm 1961.

## Nội dung
Nhân viên tài chính Dmitry Gorin hi vọng là người đứng đầu ngân hàng tiết kiệm chi nhánh. Nhưng do một sự hiểu lầm, một ngày nọ, anh ta trả quá nhiều tiền cho một người đàn ông làm việc trong rừng taiga như một người xây dựng đường dây truyền tải điện Siberia-Ural. Để sửa sai lầm, Dmitry đi đến rừng taiga. Và đã mang mọi thứ theo thứ tự đầy đủ, anh ta không vội vàng quay trở lại Moskva. Thực tế là anh phát hiện ra một cuộc sống mới cho chính mình, điều anh thích, và gặp thiếu nữ anh mơ ước.

## Chế tác

### Sản xuất
- Thiết kế sản xuất: Mark Gorelik
- Phục trang: Yekaterina Aleksandrova
- Nhạc trưởng: Emin Khachaturyan

### Diễn xuất
- Aleksandr Demyanenko... Dmitry Gorin
- Valentina Ananyina - thành viên của Birch Brigade
- Valentina Valevskaya - Cô Dima Gorina
- Sergey Vasiliev - tập
- Lyudmila Golubeva - tập
- V. Dmitryeva
- I. Dolin
- Natalya Kindinova - tập
- A. Kovaleva
- L. Korchagin
- G. Malysheva
- A. Orlova
- V. Sosnovsky
- Georgy Timofeyev - tập
- Inna Fyodorova - mẹ của Ivan Moskalev
- Richard Tserinsh - tập
- Vladimir Shakhovskoy - một nhà thần kinh học
- E. Shcherbachova